# أنوهاك
أنوهاك (بالإنجليزية: Anahuac) هي مدينة أمريكية تقع في ولاية تكساس.تبلغ مساحة هذه المدينة 5.5 (كم²)،ويبلغ عدد سكانها 2210 نسمة حسب إحصاء سنة 2010 م. تشير إحصاءات سنة 2000م بأن الكثافة السكانية في هذه المدينة تقدر بـ(403.4) نسمة/كم2.

## التركيبة السكانية
حدّد مكتب تعداد الولايات المتحدة بيانات التركيبة السكانية لأنوهاك في تعداد الولايات المتحدة. في ما يلي، التركيبة السكانية حسب تعدادي 2000 و2010.

### تعداد عام 2000
بلغ عدد سكان أنوهاك 2,210 نسمة بحسب تعداد عام 2000، وبلغ عدد الأسر 803 أسرة وعدد العائلات 601 عائلة مقيمة في المدينة. في حين سجلت الكثافة السكانية 401.1 نسمة لكل كيلومتر مربع (1,038.8/ميل2). وبلغ عدد الوحدات السكنية 902 وحدة بمتوسط كثافة قدره 163.7 لكل كيلومتر مربع (424.0/ميل2).
وتوزع التركيب العرقي للمدينة بنسبة 68.28% من البيض و20.23% من الأمريكيين الأفارقة و0.14% من الأمريكيين الأصليين و0.68% من الأمريكيين ذوي الأصول الآسيوية و9.05% من الأعراق الأخرى و1.63% من عرقين مختلطين أو أكثر و12.99% من الهسبانيون أو اللاتينيون من أي عرق.
بلغ عدد الأسر 803 أسرة كانت نسبة 43.7% منها لديها أطفال تحت سن الثامنة عشر تعيش معهم، وبلغت نسبة الأزواج القاطنين مع بعضهم البعض 55.2% من أصل المجموع الكلي للأسر، ونسبة 15.7% من الأسر كان لديها معيلات من الإناث دون وجود شريك، بينما كانت نسبة 4% من الأسر لديها معيلون من الذكور دون وجود شريكة وكانت نسبة 25.2% من غير العائلات. تألفت نسبة 22% من أصل جميع الأسر من عدة أفراد يعيشون في نفس المنزل ونسبة 12.3% كانت تتألف من شخص يعيش بمفرده يبلغ من العمر 65 عاماً أو أكثر. وبلغ متوسط حجم الأسرة المعيشية 2.69، أما متوسط حجم العائلات فبلغ 3.14.
بلغ العمر الوسطي للسكان 34.4 عاماً. وكانت نسبة 29.7% من القاطنين تحت سن الثامنة عشر، وكانت نسبة 7.6% بين الثامنة عشر والرابعة والعشرين عاماً، ونسبة 27.2% كانت واقعةً في الفئة العمرية ما بين الخامسة والعشرين والرابعة والأربعين عاماً، ونسبة 20.2% كانت ما بين الخامسة والأربعين والرابعة والستين، ونسبة 13% كانت ضمن فئة الخامسة والستين عاماً فما فوق. يوجد لكل 100 أنثى 88.9 ذكر، ويوجد لكل 100 أنثى في الثامنة عشر من عمرها فما فوق 82.6 ذكر.
بلغ متوسط دخل الأسرة في المدينة 40,924 دولارًا، أما متوسط دخل العائلة فبلغ 46,750 دولارًا. وكان متوسط دخل الذكور 34,904 دولارًا مقابل 24,917 دولارًا للإناث. وسجل دخل الفرد الخاص بالمدينة 17,056 دولارًا. وكانت نسبة 11.1% من العائلات ونسبة 13.5% من السكان تحت خط الفقر، وكان من هؤلاء نسبة 18.3% تحت سن الثامنة عشر ونسبة 13.8% في الخامسة والستين من العمر وما فوق.

### تعداد عام 2010
بلغ عدد سكان أنوهاك 2,243 نسمة بحسب تعداد عام 2010، وبلغ عدد الأسر 754 أسرة وعدد العائلات 556 عائلة مقيمة في المدينة. في حين سجلت الكثافة السكانية 407.1 نسمة لكل كيلومتر مربع (1,054.4/ميل2). وبلغ عدد الوحدات السكنية 869 وحدة بمتوسط كثافة قدره 157.7 لكل كيلومتر مربع (408.4/ميل2).
وتوزع التركيب العرقي للمدينة بنسبة 66.43% من البيض و14.40% من الأمريكيين الأفارقة و0.31% من الأمريكيين الأصليين و0.62% من الأمريكيين ذوي الأصول الآسيوية و15.20% من الأعراق الأخرى و3.03% من عرقين مختلطين أو أكثر و25.50% من الهسبانيون أو اللاتينيون من أي عرق.
بلغ عدد الأسر 754 أسرة كانت نسبة 39.3% منها لديها أطفال تحت سن الثامنة عشر تعيش معهم، وبلغت نسبة الأزواج القاطنين مع بعضهم البعض 54.4% من أصل المجموع الكلي للأسر، ونسبة 13% من الأسر كان لديها معيلات من الإناث دون وجود شريك، بينما كانت نسبة 6.4% من الأسر لديها معيلون من الذكور دون وجود شريكة وكانت نسبة 26.3% من غير العائلات. تألفت نسبة 22.9% من أصل جميع الأسر من عدة أفراد يعيشون في نفس المنزل ونسبة 9.9% كانت تتألف من شخص يعيش بمفرده يبلغ من العمر 65 عاماً أو أكثر. وبلغ متوسط حجم الأسرة المعيشية 2.80، أما متوسط حجم العائلات فبلغ 3.32.
بلغ العمر الوسطي للسكان 34.8 عاماً. وكانت نسبة 26.7% من القاطنين تحت سن الثامنة عشر، وكانت نسبة 10.2% بين الثامنة عشر والرابعة والعشرين عاماً، ونسبة 27.7% كانت واقعةً في الفئة العمرية ما بين الخامسة والعشرين والرابعة والأربعين عاماً، ونسبة 24.4% كانت ما بين الخامسة والأربعين والرابعة والستين، ونسبة 11% كانت ضمن فئة الخامسة والستين عاماً فما فوق. وتوزع التركيب الجنسي للسكان بنسبة 50.7% ذكور و49.3% إناث.

## أعلام
- روس إس. ستيرلينغ